# Schaefferia subcoeca
Schaefferia subcoeca är en urinsektsart som beskrevs av Louis Deharveng och ?E. Thibaud 1980. Schaefferia subcoeca ingår i släktet Schaefferia och familjen Hypogastruridae. Inga underarter finns listade i Catalogue of Life.